# Liste der Bodendenkmäler in Balzhausen
Auf dieser Seite sind die Bodendenkmäler in der schwäbischen Gemeinde Balzhausen zusammengestellt. Diese Tabelle ist eine Teilliste der Liste der Bodendenkmäler in Bayern. Grundlage ist die Bayerische Denkmalliste, die auf Basis des Bayerischen Denkmalschutzgesetzes vom 1. Oktober 1973 erstmals erstellt wurde und seither durch das Bayerische Landesamt für Denkmalpflege geführt wird. Die folgenden Angaben ersetzen nicht die rechtsverbindliche Auskunft der Denkmalschutzbehörde.

## Bodendenkmäler der Gemeinde Balzhausen

### Bodendenkmäler im Ortsteil Balzhausen
| Lage                                                                             | Objekt | Akten-Nr.     | Bild                     |
| -------------------------------------------------------------------------------- | --- | ------------- | ------------------------ |
| Balzhausen (Standort)                                                            | Mittelalterliche und frühneuzeitliche Befunde im Bereich der Katholischen Pfarrkirche St. Vitus in Balzhausen. | D-7-7728-0051 | weitere Bilder           |
| Balzhausen (Standort)                                                            | Mittelalterliche und frühneuzeitliche Befunde im Bereich der Katholischen Kapelle St. Leonhard in Balzhausen.  | D-7-7728-0052 | weitere Bilder           |
| Balzhausen 200 m nördlich der Kapelle von Kirrberg; Flur: „Unterfeld“ (Standort) | Villa Rustica Balzhausen Römische Villa rustica. Siehe auch:                                                   | D-7-7729-0029 | Villa rustica Balzhausen |
| Balzhausen 500 m südwestlich der Kapelle von Kirrberg (Standort)                 | Verebnete Grabhügel vorgeschichtlicher Zeitstellung.                                                           | D-7-7729-0030 |                          |
| Balzhausen (Standort)                                                            | Burgstall des Mittelalters, heute der Weiler Kirrberg (Balzhausen)                                             | D-7-7729-0064 | weitere Bilder           |